# Lissonota prolixa
Lissonota prolixa là một loài tò vò trong họ Ichneumonidae.